# Apistogramma angayuara
Apistogramma angayuara es una especie de peces de la familia Cichlidae en el orden de los Perciformes.

## Morfología
Los machos pueden llegar alcanzar los 2,5 cm de longitud total.

## Distribución geográfica
Se encuentran en Sudamérica: río Trombetas (Brasil ). 